# مايك بويل
مايك بويل (بالإنجليزية: Mike Boyle)‏ (11 أكتوبر 1908 في المملكة المتحدة - ) هو لاعب كرة قدم بريطاني في مركز الظهير. لعب مع بولتون واندررز ونادي إكزتر سيتي ونادي ريدنغ ونادي يورك سيتي ودارلينجتون إف سى.